# The Reincarnation of Benjamin Breeg
„The Reincarnation of Benjamin Breeg“ е 14-ият сингъл на британската хевиметъл група Айрън Мейдън и първи от албума „A Matter of Life and Death“. На б-страната е запис на „Hallowed Be Thy Name“ от проекта на BBC „Legends Session“. Поради продължителността на двете песни те не влизат в класациите на Великобритания. Сингълът е издаден и на 10-инчова плоча, която включва изпълнение на „The Trooper“ и „Run to the Hills“ от записите за BBC.
Сингълът е издаден на 14 август 2005 г. и съдържа кратка и дълга версия на песента. На 17 юли 2006 г. видео към песента е пуснато на официалния сайт на групата. Първоначално видеото е пуснато само за регистрирани фенове, които заплащат регистрацията си, но само след минути това условие отпада и видеото става достъпно за всички. Видеото представя групата да свири в студио, като се появяват класически снимки и клипове от дългогодишната кариера на Мейдън.
Обложката представя Еди да копае гроба на Бенджамин Брийг, чиято надгробна плоча гласи: „Aici zace un om despre care nu se ştie prea mult“ („Тук лежи човек, за когото малко е известно“). Самоличността на героя се пази в тайна от членовете на групата. Фантастичната история за търсенето на Бенджамин Брийг е публикувана на този сайт между юли и август 2006 г.

### CD
1. „The Reincarnation of Benjamin Breeg“ – 7:21 (Дейв Мъри, Стив Харис)
2. „Hallowed Be Thy Name“ – 7:13 (Legends' Session; Харис)

### 10-инчова плоча
1. „The Reincarnation of Benjamin Breeg“ – 7:21 (Мъри, Харис)
2. „The Trooper“ – 3:59 (Legends' Session; Харис)
3. „Run to the Hills“ – 3:56 (Legends' Session; Харис)

## Състав
- Брус Дикинсън – вокал
- Дейв Мъри – китара
- Яник Герс – китара
- Ейдриън Смит – китара
- Стив Харис – бас
- Нико Макбрейн – барабани